# Matei Pavel Haiducu

Matei Pavel Haiducu (n. Matei Pavel Hirsch, n. 18 mai 1948, București, România – d. 5 august 1998) a fost un agent secret din România, care a aparținut de „Direcția Informații Externe” a Securității. A dezertat în Franța în 1981.

## Biografie
S-a născut la București iar tatăl său, Ludovic Hirsch (1919 - 1961), a fost ofițer de Securitate.
Începând din 1975 a locuit în Franța sub pretextul de a fi refugiat politic, dar, de fapt, el activa ca spion român, în special în domeniul tehnologiei nucleare. În 13 ianuarie 1981 Haiducu a primit un ordin de la șeful său, generalul Nicolae Pleșiță, să-i asasineze pe Virgil Tănase și Paul Goma, doi disidenți români care trăiau în Franța. Dar în loc să îndeplinească misiunea, Haiducu s-a predat serviciului de contraspionaj francez, împreună cu care s-a prefăcut că atentează la viața lui Goma la o recepție ținută la 18 mai 1982 la Hôtel Concorde La fayette din Paris cu o băutură otrăvită (dar, băutura otrăvită a fost vărsată ca din greșeală de către o „invitată neatentă”, care era de fapt o agentă a serviciului de contraspionaj francez) și a simulat o răpire și asasinare a lui Tănase, când martori l-au văzut pe Tănase la data de 20 mai 1982 fiind urcat fără voia sa într-un automobil.
Președintele Franței, François Mitterrand, a fost complice al acestui plan. La data de 9 iunie 1982 Mitterand a ținut o conferință de presă la care l-a atacat pe președintele român Nicolae Ceaușescu pentru acest caz și și-a amânat vizita oficială planificată în România pentru luna septembrie. Haiducu s-a întors în România, unde a raportat că misunea a fost îndeplinită, lucru pentru care a fost decorat cu ordinul „Steaua României” și felicitat personal de către Nicolae Ceaușescu la vila de vară a acestuia de la Neptun.  A reușit să își ducă familia în Franța înainte ca adevărul să iasă la suprafață. În tot acest timp, Tănase a stat ascuns undeva în regiunea Bretania din nord-vestul Franței. Haiducu a fost condamnat la moarte în absență și i s-a confiscat toată averea. La 31 august 1982 Haiducu a ținut o conferință de presă la sediul revistei „Actuel“ împreună cu Paul Goma și Virgil Tănase, unde a descris misiunea.
Haiducu a continuat să trăiască în Franța sub numele de Mathieu Forestier, căsătorindu-se cu o franțuzoaică cu care a avut doi copii. În 1984 Haiducu a publicat o carte (J'ai Refusé De Tuer — „Am refuzat să ucid”) cu detalii despre acest caz.
A decedat în 1998.